# 馬梅薩 (亞利桑那州馬里科帕縣)
馬梅薩（英語：Horse Mesa）是位於美國亞利桑那州馬里科帕縣的一個非建制地區。該地的面積和人口皆未知。

## 地理
馬梅薩的座標為33°34′59″N 111°21′19″W / 33.58306°N 111.35528°W，而該地的平均海拔高度為630米（即2067英尺）。